# Ewelina Pankowska
Ewelina Pankowska (ur. 6 października 1990 w Opocznie) – polska aktorka teatralna i filmowa.

## Życiorys
W 2016 roku ukończyła studia na Wydziale Aktorskim we Wrocławiu. 
W latach 2018–2019 odgrywała rolę Agnieszki Habsburżanki w serialu historycznym Korona królów. Od 2018 do 2022 roku wcielała się w główną rolę Majki Podgórskiej w serialu Kontrola, która to właśnie przyniosła jej największą rozpoznawalność.
Od 2020 roku jest aktorką Nowego Teatru w Warszawie.

## Filmografia
| Rok       | Tytuł                    | Rola                   | Uwagi    |
| --------- | ------------------------ | ---------------------- | -------- |
| 2012      | Galeria                  | nastolatka             | odc. 128 |
| 2013      | Pierwsza miłość          | Karolina               |          |
| 2018      | Ślad                     | Anna Borkowska         | odc. 22  |
| 2018–2019 | Korona królów            | Agnieszka Habsburżanka |          |
| 2018–2022 | Kontrola                 | Majka Podgórska        |          |
| 2021      | Jak pokochałam gangstera | Gabrysia               |          |
| 2023      | The Office PL            | żona                   | odc. 27  |
| 2024      | Na dobre i na złe        | Baśka Kaczmarek        | odc. 918 |